# ناثان موريس
ناثان موريس (بالإنجليزية: Nathan Morris)‏ هو موسيقي ومغني أمريكي، ولد في 18 يونيو 1971 في فيلادلفيا في الولايات المتحدة.

## وصلات خارجية
- الموقع الرسمي
- ناثان موريس على موقع IMDb (الإنجليزية)
- ناثان موريس على موقع الموسوعة البريطانية (الإنجليزية)
- ناثان موريس على موقع ميوزك برينز (الإنجليزية)
- ناثان موريس على موقع أول ميوزيك (الإنجليزية)
- ناثان موريس على موقع ديسكوغز (الإنجليزية)
- ناثان موريس على موقع قاعدة بيانات الفيلم (الإنجليزية)